# Crocidura indochinensis
Crocidura indochinensis és una espècie de mamífer de la família de les musaranyes (Soricidae). Viu a Myanmar, Tailàndia, Laos, el Vietnam i la Xina. Anteriorment se la considerava una subespècie de Crocidura horsfieldii.